# ホクトライデン
ホクトライデンは日本生まれの競走馬、種牡馬。

## 経歴
1974年11月22日に競走馬としてデビュー。江湖富貴騎手とのコンビで、翌1975年2月17日に5連勝で重賞のブルーバードカップを優勝した。続く重賞の八王子記念では出遅れからよく追い込むもハナ差2着に敗れたが、その後佐々木竹見に乗り替わり南関東アラブ三冠第1戦千鳥賞を好位からの競馬で優勝。
園田競馬場で行われたアングロアラブの全国交流戦楠賞全日本アラブ優駿には、川崎競馬の開催期間中だったため桑島孝春を鞍上に迎えたが、これを楽勝した。続くアラブダービーでは再び佐々木竹見騎乗で優勝。以降は桑島孝春とのコンビになりアラブ王冠賞も優勝して南関東アラブ三冠を制覇した。
同年末には全日本アラブ大賞典に出走し、園田事件の影響から大井競馬場へ再転入していたスマノダイドウに2馬身の差をつけて優勝した。南関東アラブ三冠に加え楠賞全日本アラブ優駿と全日本アラブ大賞典も優勝している。
1976年のホクトライデンは4レースに出走したが、1勝を挙げるにとどまった。敗れたいずれのレースも60kgを超える斤量を背負っており、三冠達成直後に出走したアラブチャンピオンでも65kgの斤量を背負って敗退していたため、60kgを超える斤量に対応できなかったともいわれた。しかしサラブレッド相手に59kgの斤量で優勝した新春盃で2着のヒシマサヨシが斤量50kgだったこと、60kgの斤量でクビ差2着に破れたことと、特別で優勝したチユウオキヤプテンの斤量が55kgだったことを考えると、ホクトライデン自身が斤量に弱かったなどということはできないであろう。

## 産駒
競走馬引退後は種牡馬となり、ゼンニホン（アラブダービー優勝）、ホクトイッセイ（ワード賞優勝）、バンガードライデン（北海道アラブ三冠馬）、ミヤシロライデン（全日本アラブクイーンカップ優勝）、サクラチハルオー（播磨賞優勝）などの産駒を輩出した。ゼンニホンの産駒には「笠松の女傑」と呼ばれた牝馬スズノキャスターがいる。

## 血統表
| ホクトライデンの血統エルシド系 ／「アア」表記はアングロアラブ種 「アラ」表記はアラブ種 「*」が付された馬名はシャギア・ギドラン・サラ系 | ホクトライデンの血統エルシド系 ／「アア」表記はアングロアラブ種 「アラ」表記はアラブ種 「*」が付された馬名はシャギア・ギドラン・サラ系 | ホクトライデンの血統エルシド系 ／「アア」表記はアングロアラブ種 「アラ」表記はアラブ種 「*」が付された馬名はシャギア・ギドラン・サラ系 | （血統表の出典）    | （血統表の出典） |
| 父 アア エルシド El Cid 1962 鹿毛 | 父の父アア Nithard 1948 | アア Kesbeth | Dadji               | Dadji            |
| 父 アア エルシド El Cid 1962 鹿毛 | 父の父アア Nithard 1948 | アア Kesbeth | アラ kraina         |                  |
| 父 アア エルシド El Cid 1962 鹿毛 | 父の父アア Nithard 1948 | アア Nitouche | アア Lotus Ⅲ        | アア Lotus Ⅲ     |
| 父 アア エルシド El Cid 1962 鹿毛 | 父の父アア Nithard 1948 | アア Nitouche | アア NauSicaa       |                  |
| 父 アア エルシド El Cid 1962 鹿毛 | 父の母アア Farida Ⅳ 1950 | Elsneur | Nino                | Nino             |
| 父 アア エルシド El Cid 1962 鹿毛 | 父の母アア Farida Ⅳ 1950 | Elsneur | Ann's Twin          |                  |
| 父 アア エルシド El Cid 1962 鹿毛 | 父の母アア Farida Ⅳ 1950 | アア Lady Salmson | Alaric Ⅴ            | Alaric Ⅴ         |
| 父 アア エルシド El Cid 1962 鹿毛 | 父の母アア Farida Ⅳ 1950 | アア Lady Salmson | アラ Lady of Mercia |                  |
| 母 アア ミヤツバメ 1960 | 母の父ライジングフレーム Rising Flame 1947                                                                                             | The Phoenix | Chateau Bouscaut    | Chateau Bouscaut |
| 母 アア ミヤツバメ 1960 | 母の父ライジングフレーム Rising Flame 1947                                                                                             | The Phoenix | Fille de Poete      |                  |
| 母 アア ミヤツバメ 1960 | 母の父ライジングフレーム Rising Flame 1947                                                                                             | Admirable | Nearco              | Nearco           |
| 母 アア ミヤツバメ 1960 | 母の父ライジングフレーム Rising Flame 1947                                                                                             | Admirable | Silva               |                  |
| 母 アア ミヤツバメ 1960 | 母の母アア 梅汐 1945 | アラ 白雪 | （不明）            | （不明）         |
| 母 アア ミヤツバメ 1960 | 母の母アア 梅汐 1945 | アラ 白雪 | （不明）            |                  |
| 母 アア ミヤツバメ 1960 | 母の母アア 梅汐 1945 | アア 鶴霜 | 山正                | 山正             |
| 母 アア ミヤツバメ 1960 | 母の母アア 梅汐 1945 | アア 鶴霜 | アア 銀霜 白雪系    |                  |